# Micrixalus phyllophilus
Micrixalus phyllophilus är en groddjursart som först beskrevs av Jerdon 1854.  Micrixalus phyllophilus ingår i släktet Micrixalus och familjen Micrixalidae. IUCN kategoriserar arten globalt som sårbar. Inga underarter finns listade i Catalogue of Life.